# Allen Chastanet
Allen Michael Chastanet (Santa Lúcia, 1961) é um político santa-lucense e primeiro-ministro de seu país de 7 de junho de 2016 a 28 de julho de 2021.